# Клаймер Тауншип (округ Тайога, Пенсільванія)
Клаймер Тауншип (англ. Clymer Township) — селище (англ. township) в США, в окрузі Тайога штату Пенсільванія. Населення — 623 особи (2020).

## Демографія
Згідно з переписом 2010 року, у селищі мешкала 581 особа в 242 домогосподарствах у складі 172 родин. Було 439 помешкань
Расовий склад населення:
| - 99,7 % — білих - 0,2 % — корінних американців - 0,2 % — чорних або афроамериканців |

До двох чи більше рас належало 0,0 %. Частка іспаномовних становила 0,2 % від усіх жителів.
За віковим діапазоном населення розподілялося таким чином: 21,7 % — особи молодші 18 років, 56,6 % — особи у віці 18—64 років, 21,7 % — особи у віці 65 років та старші. Медіана віку мешканця становила 47,6 року. На 100 осіб жіночої статі у селищі припадало 106,0 чоловіків;  на 100 жінок у віці від 18 років та старших — 105,0 чоловіків також старших 18 років.
Середній дохід на одне домашнє господарство  становив 60 500 доларів США (медіана — 46 375), а середній дохід на одну сім'ю — 71 103 долари (медіана — 53 365). Медіана доходів становила 36 364 долари для чоловіків та 22 273 долари для жінок. За межею бідності перебувало 11,7 % осіб, у тому числі 7,4 % дітей у віці до 18 років та 9,9 % осіб у віці 65 років та старших.
Цивільне працевлаштоване населення становило 244 особи. Основні галузі зайнятості: виробництво — 21,3 %, освіта, охорона здоров'я та соціальна допомога — 18,0 %, будівництво — 13,1 %, транспорт — 10,2 %.